# NKWpartner
NKWpartner ist eine deutsche Fachzeitschrift, die viermal jährlich erscheint und auf den Nkw-Service-Markt fokussiert ist. Herausgeber ist die Schlütersche Verlagsgesellschaft mbH & Co. KG Hannover.
Der NKWpartner entsteht in  Zusammenarbeit mit dem Arbeitskreis AK NKW- und Anhänger-Teilehandel des Gesamtverbandes Autoteile-Handel e. V. (GVA). 
Der Titel richtet sich an die Entscheidungsträger in Nkw-Werkstätten des freien Nkw-Service-Marktes und in den gebundenen Nkw-Vertragswerkstätten gleichermaßen. Die IVW-geprüfte Auflage beträgt durchschnittlich 21.891 Exemplare. Ein Teil der Auflage erscheint zudem in Österreich.
NKWpartner liefert Informationen und Hintergrundwissen zu neuen Produkten und Technologien der Nutzfahrzeughersteller und der Werkstatttechnik, zeigt anhand von Werkstatt-Berichten Einbautipps, berichtet über Reparaturtrends unter Einbeziehung von Vermarktungstipps, zeigt Trends auf und berichtet über die Versorgungspartner der Nkw-Werkstätten.
Auf der gemeinsam mit der Fachzeitschrift „amz – auto motor zubehör“ betriebenen Webseite und in einem Newsletter werden die Inhalte fortgeführt.